# Fernbrook (California)
Fernbrook es un área no incorporada ubicada en el condado de San Diego en el estado estadounidense de California. La localidad se encuentra ubicada dentro de Ramona al este de la Ruta Estatal de California 67 y al norte de la Reserva San Vicente.